# Alice Nkom
Alice Nkom (Poutkak, provincia Litoral (Camerún), 1945) es una abogada de Camerún, muy conocida por su defensa de la legalización de la homosexualidad en el país africano. Abogada desde 1969, fue la primera mujer negra en ejercer la abogacía en Camerún, a la edad de 24 años. En la actualidad es presidenta de la asociación "Women voters and sons".

## Biografía
Nkom comenzó sus estudios de derecho en la Universidad de Toulouse (1963/1964), terminándolos en la Universidad Federal de Camerún en 1968. Tras tres años de pasantía, comenzó un despacho de abogados en Nkongsamba, a 140 km de Duala. A los tres años regresó a Duala, donde trabaja todavía en la actualidad. Desde su trabajo como abogada, Nkom ha luchado por la igualdad de género y los derechos y dignidades humanas en Camerún; también se ha implicado en la lucha por la promoción de la democracia, la defensa del medio ambiente, la contra el sida y la emigración clandestina de la juventud camerunesa. Fundó una asociación de mujeres en la abogacía, Lady Justice. También ha apoyado campañas de apoyo a las viudas y a la infancia. Aparte de sus propios hijos, ha adoptado otros 50.
En los años 60 defendió a monseñor Ndogmo acusado de ser uno de los cerebros que provocaron la guerra civil camerunesa. Posteriormente ha destacado por su lucha y activismo en la defensa de los derechos de los colectivos LGTB en su país.
En 2018 con su asociación "Women Voters and Sons" Nkom lanzó una campaña hacer un llamamiento a mujeres y jóvenes a inscribirse en las listas electorales ante la convocatoria de presidenciales en octubre, con el apoyo de Kah Walla, presidenta del Cameroon People's Party, de la embajada de Estados Unidos y de la instancia electoral Elecam.

### Trayectoria política
En la década de 1990 militó en el Frente Socialdemócrata (SDF) y posteriormente se vinculó al Rassemblement Démocratique du Peuple Camerunais (RDPC).

## Activismo LGBT
En 2003, Nkom creó la «Association pour la défense des droits des homosexuel(le)s»  («Asociación para la defensa de los derechos de los/las homosexuales», ADEFHO), de la que es directora. El origen de la asociación está en una visita que realizaron a su despacho unos jóvenes cameruneses procedentes de Europa y querían instalarse e invertir en Camerún. Debido al artículo 347 bis del código penal, los jóvenes arriesgaban humillaciones, chantajes o la cárcel en el peor de los casos. Desde la ADEFHO, Nkom defiende a los homosexuales acusados del delito de homosexualidad y ayuda a aquellos que han sido encarcelados a sobrevivir las condiciones carcelarias. Además de la ADEFHO, Nkom trabaja en otras asociaciones de ayuda a los homosexuales, como el «Collectif des familles d’enfants homosexuel(le)s» («Colectivo de las familias de niños/niñas homosexuales», COFENHO) y, aunque no específicamente dirigido a la comunidad LGBT, «sid'ado», una asociación para la lucha contra el sida entre los adolescentes.
Nkom se ha enfrentado a diversas dificultades en su lucha por los derechos LGBT. En enero de 2011 sufrió una campaña de acoso, que incluía insultos y amenazas. Tras la concesión de una subvención a ADEFHO por parte de la Unión Europea, el gobierno camerunés declaró que Nkom actuaba «contra la legalidad, la soberanía y la independencia de Camerún». El Ministro de Exteriores exigió directamente que la UE retirase la subvención e intentó quitarle el derecho a ejercer la abogacía. Más tarde, un abogado camerunés, Kengoum Celestin, declaró públicamente en el canal de televisión STV2 que «Tengo unos amigos que me dijeron que la esperaban en una rincón oscuro para festejarla». Los hechos no son aislados y se extienden a otros miembros de ADEFHO.